# Bernard Wolfe
Bernard Wolfe (n. 28 august 1915, New Haven, Connecticut, SUA – d. 27 octombrie 1985, Calabasas, California, SUA) a fost un scriitor american de literatură științifico-fantastică.

## Biografie
Psiholog și jurnalist educat la Yale, fost corespondent de război, legenda spune că a fost secretarul sau garda de corp al lui Lev Davidovici Troțki în Ciudad de México. Pasionat și specialist în jazz, a scris în 1946 Really the Blues cu Mezz Mezzrow, care a fost ca un manifest pentru muzică și tineret în perioada postbelică.

## Lucrări scrise

### Romane și colecții
- Limbo (1952)
- The Late Risers, Their Masquerade (1954) (republicat ca Everything Happens at Night)
- In Deep (1957)
- The Great Prince Died (republicat ca Trotsky Dead) (1959)
- The Magic of Their Singing (1961)
- Come On Out, Daddy  (1963)
- Move Up, Dress Up, Drink Up, Burn Up (colecție de povestiri) (1968)
- Logan's Gone (1974)
- Lies (1975)

### Non-fiction
- How to Get a Job in the Aircraft Industry (1943)
- Plastics: What Everyone Should Know (1945)
- Really the Blues cu Mezz Mezzrow (1946)
- Hypnotism Comes of Age  (1949)[6]